# Agama sankaranica
Agama sankaranica là một loài thằn lằn trong họ Agamidae. Loài này được Chabanaud mô tả khoa học đầu tiên năm 1918.